# 299 aC
El 299 aC va ser un any del calendari romà prejulià. A la República i a l'Imperi Romà es coneixia com l'Any del Consolat de Petí i Torquat (o també any 455 ab urbe condita). La denominació «299 aC» per a aquest any s'ha emprat des de l'edat mitjana, quan el calendari Anno Domini va ser el mètode prevalent a Europa per a anomenar els anys.

## Esdeveniments

### Antiga Grècia. ElsDiàdocs
- Seleuc I Nicàtor, primer rei de l'Imperi Selèucida, manté converses amb Demetri Poliorceta amb el que estableix aliances i es casa amb una filla de Demetri, de nom Estratonice, enllaç que té lloc a Rosos (Síria). Demetri obté ajut per conquerir Cilícia que estava en mans de Plistarc.[2]
- Parnavaz funda el Regne d'Ibèria, un antic regne situat al sud del Caucas, destronant a Azon personatge mig llegendari relacionat amb Alexandre el Gran, segons Cyrille Toumanoff.[3]
- Aquest any (o potser l'any següent, el 298 aC) Cassandre envaeix Còrcira, que s'havia mantingut lliure i independent després del 303 aC quan la va abandonar Demetri Poliorceta, sota la direcció de l'aventurer espartà Cleònim.[4]

### Antiga Roma
- Aquest any són nomenats cònsols Marc Fulvi Petí i Tit Manli Torquat.[5]
- Manli Torquat s'encarrega de dirigir la guerra contra els etruscs. Però just quan entra a Etrúria cau del seu cavall i mor al cap de tres dies d'un cop al cap. S'anomena cònsol sufecte a Marc Valeri Corvus.[6]
- Els etruscs, qua s'assabenten de l'arribada de Corvus es tanquen a les seves places fortificades i no s'arrisquen a presentar batalla. Corvus incendia diverses poblacions etrusques.[7]
- L'any 300 aC el cònsol Quint Apuleu Pansa va posar setge a Narni, una ciutat dels umbres, però la ciutat resisteix i no és fins a l'any següent, que el cònsol Fulvi Petí l'ocupa. Per la victòria se li concedeix un triomf de Samnitibus Nequinatibusque (‘pels samnites i els nequinats’). El senat hi envia una colònia i l'anomena Narnia.[8]
- Per l'amenaçadora proximitat dels gals a Roma, el senat busca l'aliança amb els picentins. Se signa un tractat que els picentins respecten escrupolosament durant anys.[9]
- Entra en vigor la Llei Ogúlnia, aprovada a proposta dels tribuns de la plebs Quint i Gneu Ogulni l'any anterior, quan eren cònsols Marc Valeri Corvus i Quint Apuleu Pansa, que esten als plebeus les dignitats de pontífex i d'àugur.[10]